# M2 (легкий танк)
М2 Light — американський легкий танк часів Другої світової війни.
Створювався паралельно з танком М1, але призначався для безпосередньої підтримки піхоти і являв собою легкий танк. З 1935 по квітень 1942 року виготовлено 696 екземплярів цієї машини.
Машини серії М2 надходили на озброєння танкових підрозділів піхотних дивізій. До 1940 року в основному вони були зосереджені в 6-ій моторизованій піхотній бригаді і у Тимчасовій танковій бригаді майора Брюса Магрудера. Ці частини, поряд зі згаданою вище 7-ю механізованою бригадою, стали основою для формування перших танкових дивізій армії США.

## Історія створення
На озброєнні армії та морської піхоти танки М2А4 перебували до 1942 року. У бойових діях вони використовувалися тільки один раз — у вересні 1942 року під час боїв на о. Гвадалканал у складі 1-го танкового батальйону морської піхоти. 36 танків М2А4 були передані англійцям за програмою ленд-лізу.

## Модифікації
- M2A1 (1935).
  - Кулемет .50 MG в одиночній башті. Вироблено 10 одиниць.
- М2A2 (1935).
  - Подвійна башта. Вироблено 239 одиниць.
- M2A3 (1938).
  - Подвійна башта. Товстіша броня, покращена ходова частина. Вироблено 72 одиниці.
- M2A4 (1940).
  - Одиночна башта з 37-мм гарматою. Посилена броня. Вироблено 375 одиниць.

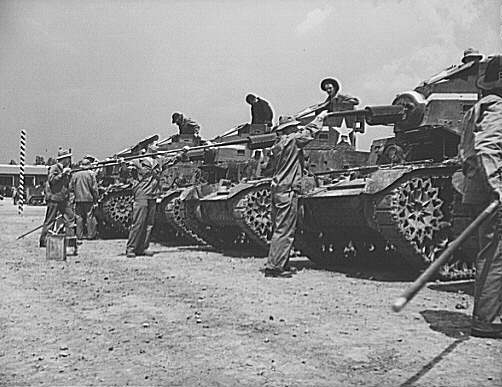
M2A4
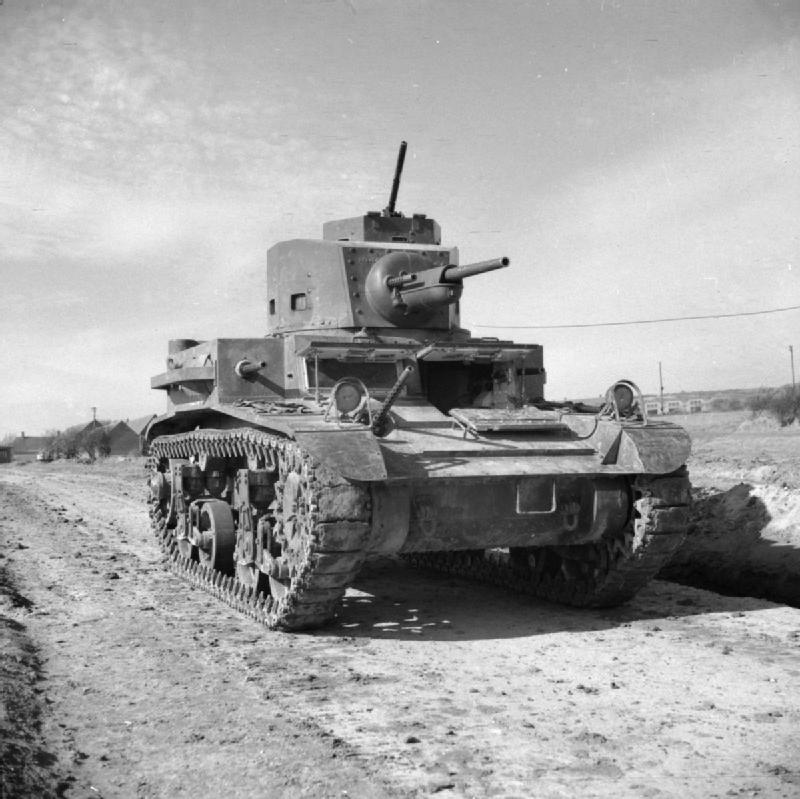
M2A4, березень 1942
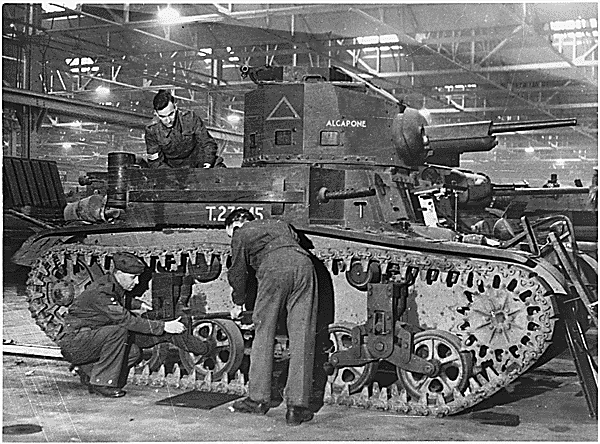
M2A4 в Англії